# Højkommissær
Højkommissær er den sædvanlige gengivelse af eng. High Commissioner.
Landene i det britiske statssamfund (Commonwealth) har diplomatiske repræsentanter hos hinanden; disse betegnes dog ikke "ambassadører" eller "gesandter", men højkommissærer.